# Barnettozyma californica
Barnettozyma californica är en svampart som först beskrevs av Lodder, och fick sitt nu gällande namn av Kurtzman, Robnett & Basehoar-Powers 2008. Barnettozyma californica ingår i släktet Barnettozyma, ordningen Saccharomycetales, klassen Saccharomycetes, divisionen sporsäcksvampar och riket svampar.   Inga underarter finns listade i Catalogue of Life.